# Filistatoides
Filistatoides is een geslacht van spinnen uit de  familie van de Filistatidae (spleetwevers).

## Soorten
- Filistatoides insignis (O. P.-Cambridge, 1896)
- Filistatoides milloti (Zapfe, 1961)